# 반추동물

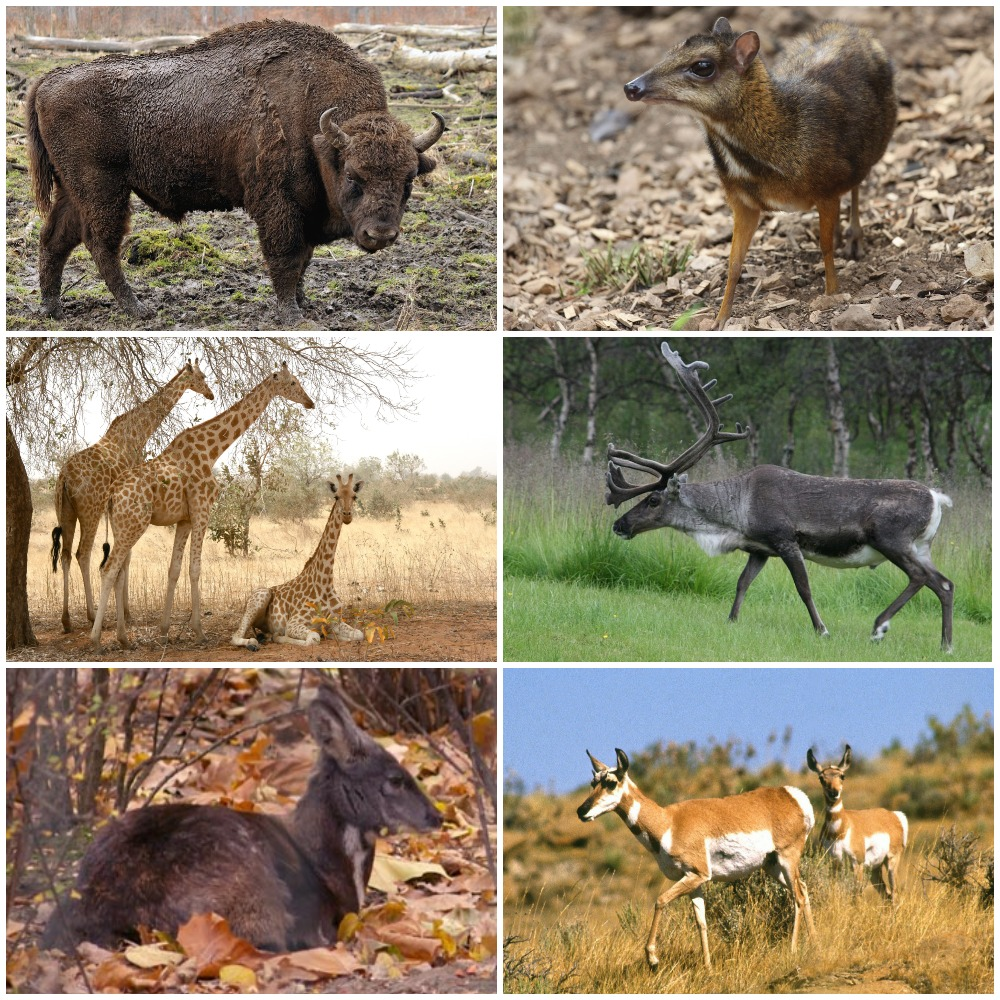

반추동물(反芻動物)은 우제목/경우제목에 속하는 동물로 반추 위를 가지고 있으며, 한번 삼킨 먹이를 다시 게워 내어 씹는 특성을 가지고 있다. 되새김 동물이라고도 한다. 반추류와 낙타아목의 동물을 말한다. 기린, 사슴, 소, 양, 낙타 등이 여기에 속한다.

## 위의 비교

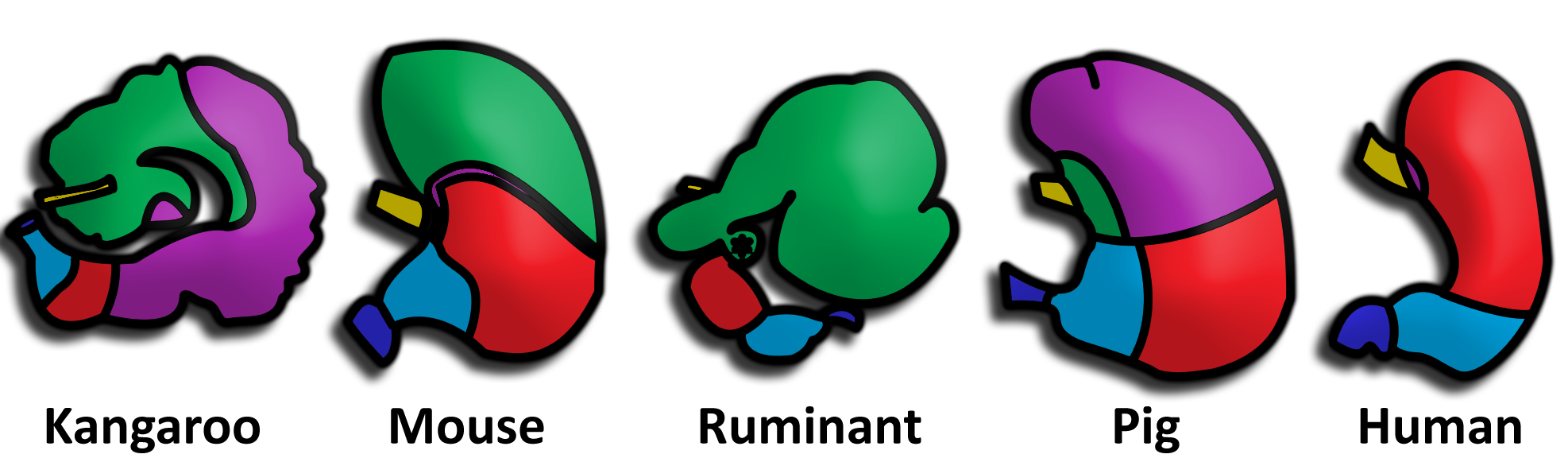
위의 비교. 왼쪽부터 캥거루, 쥐, 반추류, 돼지, 인간 순. 노랑: 식도, 녹색: 분비선 상피(aglandular epithelium), 자주색: 들문샘, 빨강: 위저선, 파랑: 유문샘, 짙은 파랑: 십이지장.